# Gaetano Bisleti
Gaetano Bisleti, né le 20 mars 1856 à Veroli, alors dans les États pontificaux, et mort le 30 août 1937 à Grottaferrata, est un cardinal italien de l'Église catholique du début du XXe siècle, créé par le pape Pie X.

## Biographie
Après son ordination, Gaetano Bisleti est chanoine et archidiacre de Veroli et chanoine de la basilique Saint-Pierre à Rome. Il est protonotaire apostolique et préfet de la Maison pontificale.
Le pape Pie X le crée cardinal lors du consistoire du 27 novembre 1911. Il est nommé préfet de la  nouvelle Congrégation des séminaires et des universités en  1915. Le cardinal Bisleti est président de la Commission biblique pontificale, grand chancelier de l'Université pontificale grégorienne, de l'Institut biblique pontifical et de son Institut oriental et grand chancelier de l'Institut pontifical pour la musique sacrée.
Le cardinal Bisleti participe au conclave de 1914, lors duquel Benoît XV est élu, et au conclave de 1922 (élection de Pie XI).